# Тудор Владимиреску (Констанца)
Тудор Владимиреску (рум. Tudor Vladimirescu) насеље је у Румунији у округу Констанца у општини Бањаса. Oпштина се налази на надморској висини од 124 m.

## Становништво
Према подацима из 2002. године у насељу је живело 64 становника.

### Попис2002.
| Расподела становништва по националности 2002.‍ | Расподела становништва по националности 2002.‍ | Расподела становништва по националности 2002.‍ | Расподела становништва по националности 2002.‍ | Расподела становништва по националности 2002.‍ |
| --------------------------------------------- | --------------------------------------------- | --------------------------------------------- | --------------------------------------------- | --------------------------------------------- |
|                                               |                                               |                                               |                                               |                                               |
| Румуни                                        | Румуни                                        |                                               | 55                                            | 85,9%                                         |
| Турци                                         | Турци                                         |                                               | 9                                             | 14,1%                                         |